# Greta trifenestra
Greta trifenestra är en fjärilsart som beskrevs av Fox 1941. Greta trifenestra ingår i släktet Greta och familjen praktfjärilar. Inga underarter finns listade i Catalogue of Life.